# Unicum (revista)

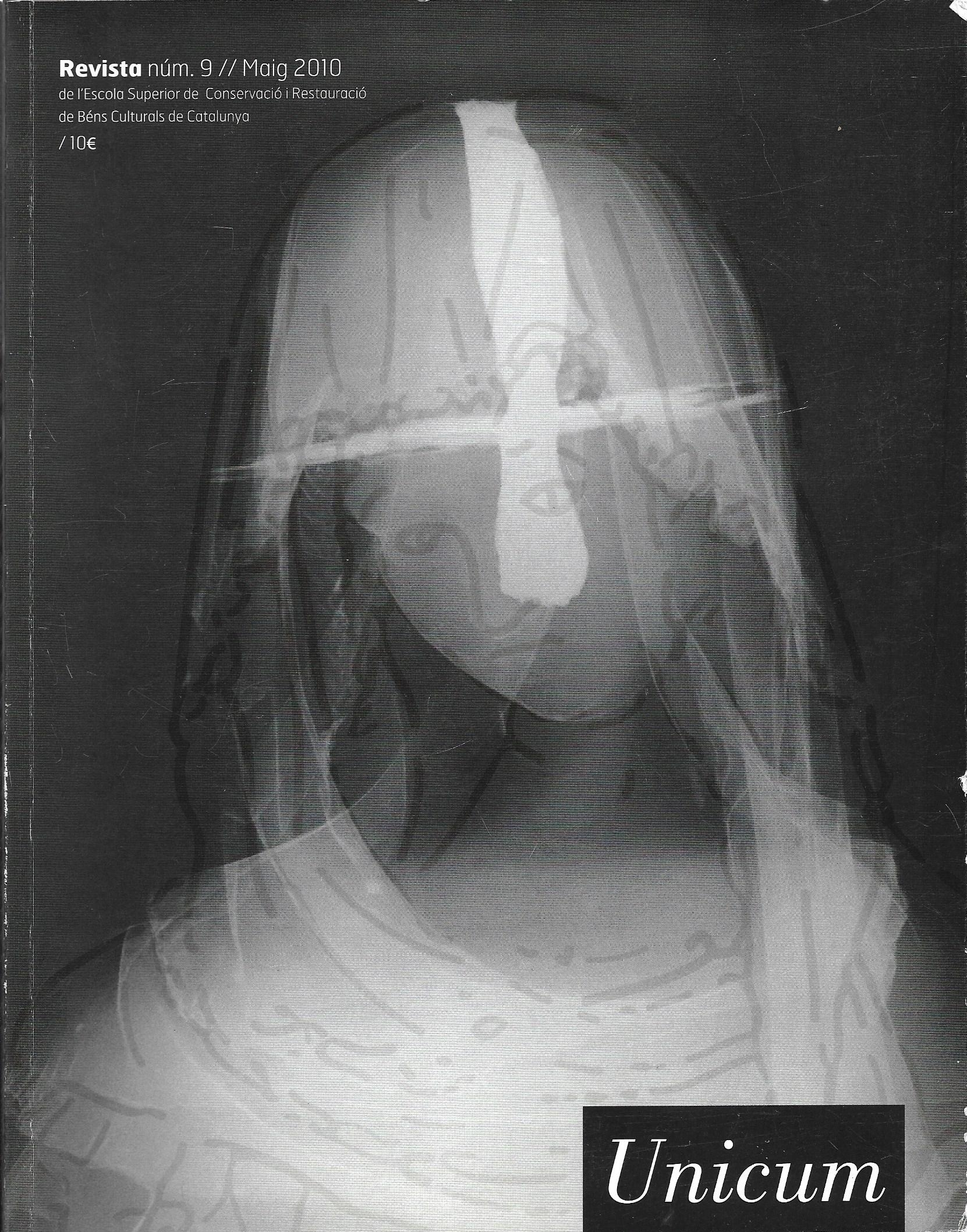
Portada del numero 9 de la revista "Unicum" corresponent a l'any 2010

Unicum és una revista acadèmica d'accés obert, editada alhora en format digital i en suport paper per l'Escola Superior de Conservació i Restauració de Bens Culturals de Catalunya. Està especialitzada en temes de conservació-restauració del patrimoni cultural, el patrimoni i les disciplines afins. És considerada la principal publicació en llengua catalana sobre aquesta temàtica. També inclou els textos dels articles en castellà. Hi col·laboren professors de l'ESCRBCC, alumnes i exalumnes ja professionalitzats com també altres professionals del món de la conservació-restauració. A les seves pàgines es donen a conèixer les activitats de l'ESCRBCC i s'hi aporta coneixement sobre experiències, tècniques i materials, història i teoria de la conservació-restauració, amb una perspectiva àmplia i cobrint les diverses especialitats que s'imparteixen a l'Escola. Se’n publica un número a l'any. Un número zero es va publicar l'any 2001 i el número 1 porta data de 2002. L'any 2017 se’n va publicar el número 16. El títol Unicum fa referència a la singularitat irrepetible de cada obra d'art, concepte utilitzat per l'estudiós de la conservació-restauració, Cesare Brandi. Unicum està indexada com a revista científica de qualitat i és d'accés obert mitjançant el repositori Racó (Revistes Catalanes amb Accés Obert).